# 藤原鉄苹
藤原 鉄苹（ふじわら てっぺい、1959年12月18日 - ）は、日本の俳優、声優。山口県出身。マルパソ事務所に業務提携として所属。東洋大学経済学部卒業。

## 人物
以前は大人事務所に所属していた。
身長178cm。
趣味・特技は水泳、カラオケ。

## 出演作品

### テレビドラマ
NHK
- 土曜ドラマ
  - 家族旅行（1995年） - 山本
- 大河ドラマ
  - 武蔵 MUSASHI - 乱暴者
  - 篤姫 - 町人
- 繋がれた明日
- 次郎長背負い富士
- 坂の上の雲
  - 第2部
  - 第3部

日本テレビ
- 火曜サスペンス劇場
  - 「少年は見ていた」
  - 「弁護士・朝日岳之助 9」

TBS
- サラリーマン金太郎 - 林田
- ウルトラマンコスモス（2002年） - 警官
- 月曜ミステリー劇場
  - 「西村京太郎サスペンス 十津川警部シリーズ 28」 - 小林
- 放課後グルーヴ - 教頭

フジテレビ
- あいつがトラブル
- DRAMADAS ギャルハンター
- 世にも奇妙な物語

テレビ朝日
- さすらい刑事旅情編
- はぐれ刑事純情派
- はみだし刑事情熱系
- ボディーガード
- 土曜ワイド劇場
  - 「おかしな刑事 12」 - 刑事
- 相棒（2015年） - 小路祐介

テレビ東京
- 燃えよ剣 第一部（1990年） - 直助

BS日テレ
- 松本清張 わるいやつら（2014年）

### 映画
- おあずけ（1990年） - 郵便配達
- 電影少女 -VIDEO GIRL AI-（1991年、東宝） - 郵便配達
- N。45（1994年、ビターズ・エンド） - ラーマさん
- 突入せよ! あさま山荘事件（2002年、東映） - 警視庁第七機動隊
- ロスト・バイ・デッド（2003年、辻岡プロダクション）
- クライマーズ・ハイ（2008年、東映） - 機報部編集局員
- 危険なふたり
- ビート・ジェネレーション

### その他のテレビ番組
- ためしてガッテン（NHK）

### テレビアニメ
- 行け!稲中卓球部（1995年、TBS） - ちあきの兄

### CM
- 江崎グリコ カフェオーレ
- 富士急ハイランド ドドンパ野郎
- 井村屋 あずきバー
- 日本エアシステム